# Aventurile lui Tintin

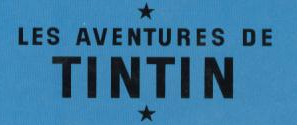
Les Aventures de Tintin

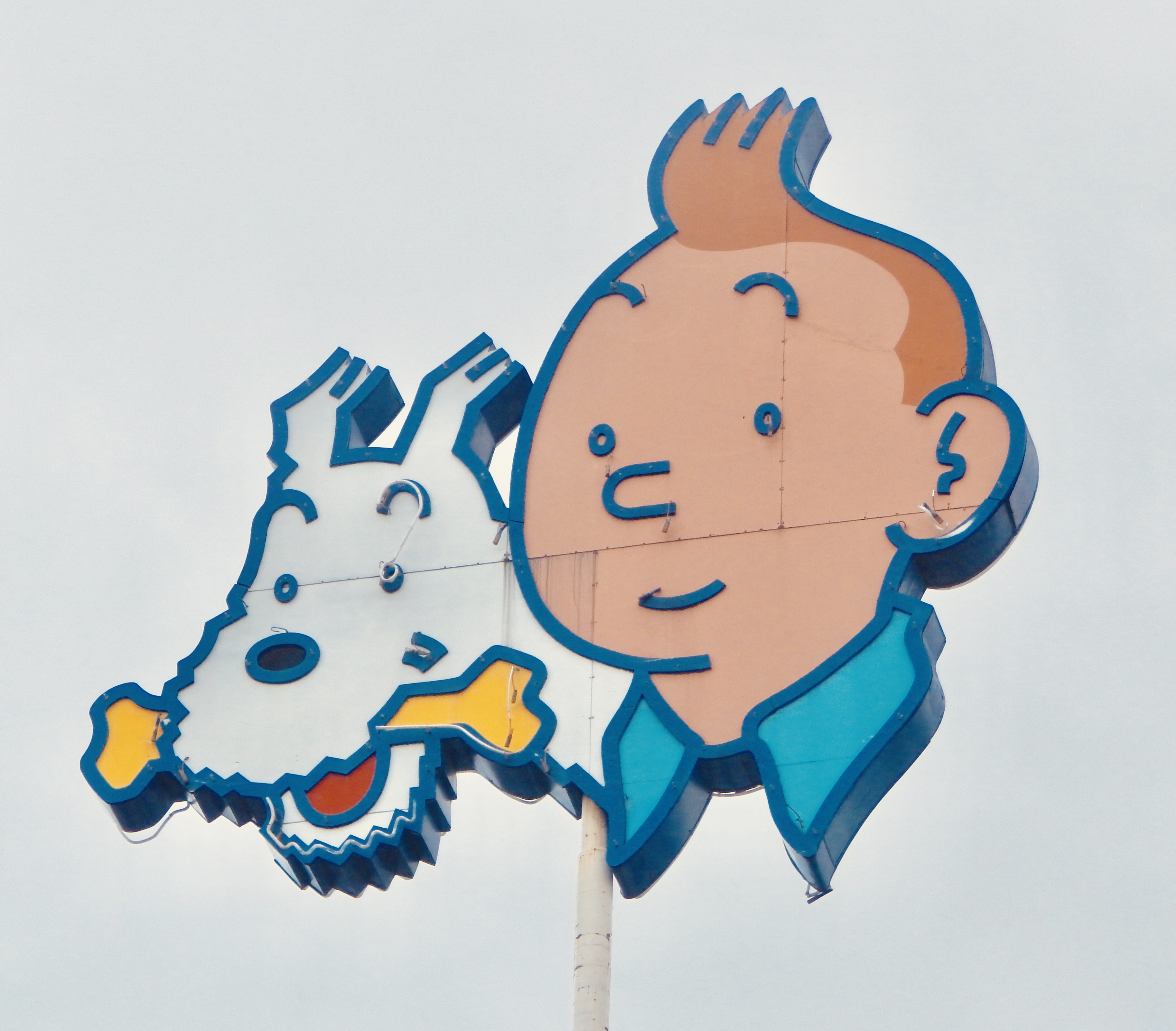
Milu și Tintin

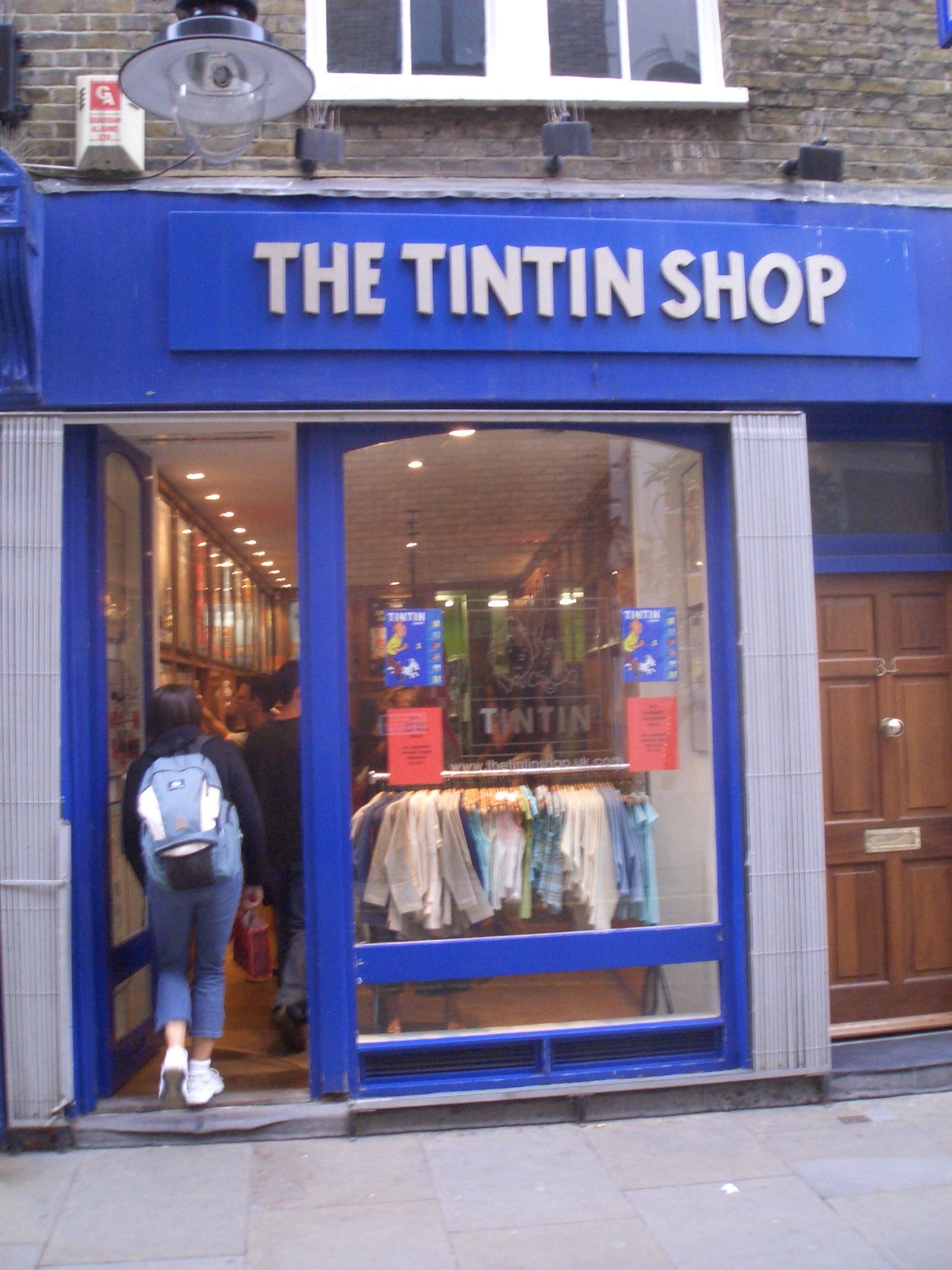
Magazin cu produse derivate Tintin

Aventurile lui Tintin (Les Aventures de Tintin) este o serie de benzi desenate clasice realizate de artistul belgian Georges Rémi (1907–1983), care le-a creat sub pseudonimul Hergé. Seria este una dintre cele mai populare benzi desenate europene din secolul al XX-lea, care a fost tradusă în peste 100 limbi și a avut peste 230 de milioane de copii vândute.
Seria a apărut prima oară pe 10 ianuarie 1929 în franceză în Le Petit Vingtième, un supliment pentru copii al ziarului belgian Le XXe Siècle. Succesul seriei a dus la o colecție de 24 de albume, la apariția revistei Tintin precum și la mai multe adaptări pentru cinematografie, radio, televiziune și teatru.
Povestea are loc în timpul secolului al XX-lea, eroul seriei fiind Tintin, un tânăr reporter belgian. El este ajutat în primele sale aventuri de către credinciosul său câine fox terrier, Milou. Mai târziu, apar alte personaje populare printre care: obraznicul, cinicul și morocănosul căpitan Haddock, extremul de inteligent, dar cu deficiențe de auz, profesorul Tournesol. Alte personaje care îl ajută pe Tintin sunt incompetenții detectivi Dupont și Dupond.

## Publicare
Aventurile lui Tintin au fost publicate pentru prima dată pe 10 ianuarie 1929 în Le Petit Vingtième, supliment săptămânal pentru copii al cotidianului belgian Le Vingtieme Siecle.  Ultima apariție în acest ziar a fost pe data de 9 mai 1940. Pe data de 10 mai 1940, trupele germane au intrat în Belgia.
Începând cu 26 octombrie 1930, seria este, de asemenea publicată în Cœurs vaillants. Din data de 17 octombrie 1940, Aventurile lui Tintin sunt reluate în Le Soir Jeunesse, supliment al ziarului Le Soir. În ziarul acesta Hergé debuteaza cu Le Crabe aux pinces d’or. Începând cu 23 septembrie 1941, în urma hotărârii ziarului Soir Jeunesse, consecință a raționalizării hârtiei, publicația Aventurile lui Tintin este  preluată de paginile ziarului Le Soir. Apariția lor va continua până la 2 septembrie 1944, dată la care începe eliberarea Belgiei.
Din 26 septembrie 1946, după o perioadă când publicarea Aventurilor lui Tintin au fost interzise, ele sunt republicate în Journal de Tintin, ziarul Le Temple du Soleil continuând începutul noii serii. Aventurile lui Tintin sunt de asemenea publicate în 24 de albume independente, inclusiv una neterminată, de Éditions Casterman. Aventurile lui Tintin se termină cu moartea lui Hergé pe 3 martie 1983.

## Vedere de ansamblu

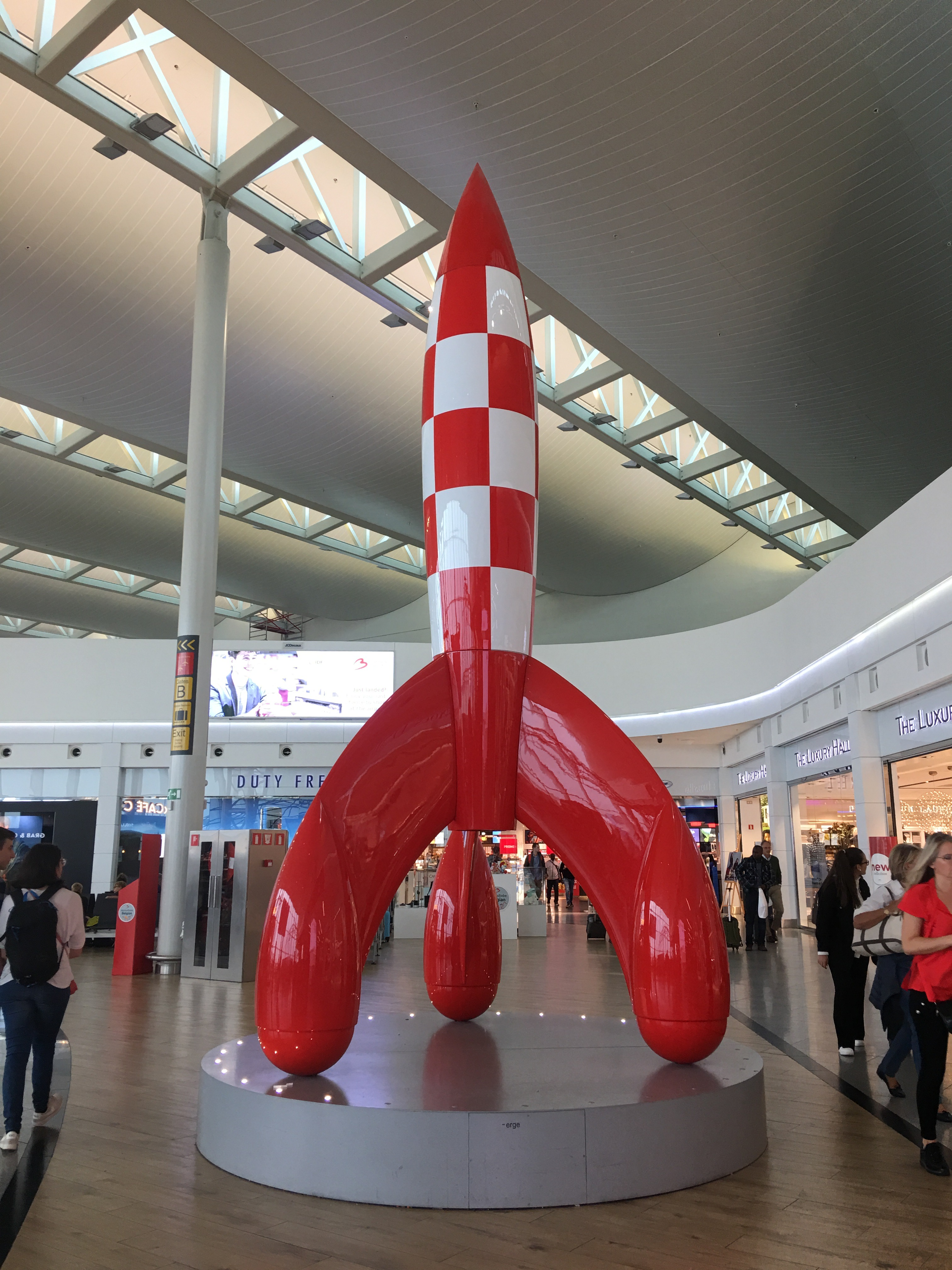
„Racheta” din Obiectiv Luna

Tintin este un reporter, profesie pe care Hergé o folosește pentru a-și putea introduce personajul în mai multe evenimente contemporane din perioada în care trăiește: revoluția bolșevică în Rusia, al Doilea Război Mondial, primii pași ai omului pe lună… Hergé a creat în jurul lui Tintin un univers cu detalii stilizate, folosind „ligne claire” (linie clară), dar realiste. El a obținut acest efect inspirându-se dintr-o importantă colecție de fotografii.
Aventurile lui Tintin urmeaza o traiectorie liniară – o enigmă rezolvată în mod logic - dar Hergé le prezintă cu un simț al umorului caracteristic. În plus, el introduce personaje secundare, destul de previzibile, dar de care cititorii, a căror atenție este atras de pitorescul lor, se atașează mai mult ca de eroul principal. Desenatorul a înțeles de asemenea foarte bine mecanismul benzii desenate, mai ales la nivelul ritmului. Acest simț al ritmului este frapant în Les Bijoux de la Castafiore, un album în care acțiunea se derulează într-o atmosfera încordată, chiar dacă nu se întâmplă mare lucru. Desenul rămâne unul caricatural pentru portrete, în schimb este foarte precis în ceea ce privește decorurile.
La  început, Hergé a creat aventurile lui Tintin improvizând, fără a ști dinainte în ce fel va evolua eroul de-a lungul aventurilor sale. El nu s-a documentat și nici nu și-a planificat scenariile decât după ce a terminat Les Cigares du pharaon. Impulsul a venit din partea lui Zhang Chongren, un student chinez care, aflând că Hergé urma să îl trimită pe Tintin în China pentru următoarea lui aventură, a insistat pe lângă el să nu răspândească ideile preconcepute pe care le aveau europenii din epoca respectivă despre China.
Hergé și Zhang au lucrat astfel împreună la urmatorul episod al seriei: Le Lotus bleu, lucrare înscrisă în lista celor 100 de cărți ale secolului, un clasament francez al cărților considerate drept cele mai bune 100 de cărți ale secolului al XX-lea, inițiat în primăvara anului 1999 în cadrul unei operațiuni organizate de către Fnac și Le Monde.
Și anumite evenimente exterioare îl obligă pe Hergé să efectueze diferite schimbări în maniera sa de a crea benzile desenate.
Al Doilea Război Mondial și invazia Belgiei de către armatele lui Hitler au dus la încetarea activității ziarului Petit Vingtième în care apărea seria Aventurile lui Tintin. Hergé lucra atunci la aventurile personajului în Țara Aurului Negru. Povestea se întrerupe și nu va fi reluată decât în septembrie 1948. Deși hârtia era tot mai puțină, Hergé a putut continua  Aventurile lui Tintin publicând Le Crabe aux Pinces d'Or, L'Etoile mystérieuse, Le Secret de la Licorne și Le Trésor de Rackham le Rouge în ziarul Le Soir. Din 1941 până în 1944, aceste istorisiri au apărut și în album. Apărea de asemenea versiunea color a volumelor Le Crabe aux Pinces d'Or,  L'Île Noire și L'Oreille Cassée. Les Sept Boules de cristal nu au apărut decât parțial în Le Soir. În cele din urmă, versiunile în olandeză ale aventurilor Tintin au Congo și Tintin en Amérique au apărut în ziarul Het Nieuws laatste.
În timpul și după ocupația germană, Hergé este acuzat de către autoritățile că ar fi contribuit la purificarea etnică și deci că a fost un colaborator, pentru că ziarul Le Soir era controlat de către naziști. Este încarcerat pentru o scurtă perioadă de timp în închisoarea Libération. El se apără, pretinzând că doar și-a făcut meseria în timpul Ocupației, precum și-ar face-o un instalator sau un dulgher. Povestirile născute în timpul acestei perioade, spre deosebire de producția sa dinainte și după război, sunt în general neutre din punct de vedere politic, deoarece nu se face referire la situația Europei în război. Totuși, albumul apocaliptic L'Étoile mystérieuse traduce frica sa de viitor în timpul acestei perioade de război și distinge în versiunea originală, un grup de amici ai oamenilor de științe ai țărilor neutre sau aliate cu Germania și un grup ostil condus de către un capitalist evreu și american. Dar povestirile au toate drept principală preocupare călătoriile, aventura și căutărea de comori, așa cum se întâmplă în albumele Le Secret de La Licorne, Le Trésor de Rackham le Rouge sau Les Sept boules de Cristal.
Criza hârtiei, apărută în timpul războiului conduce la o schimbare de format a Aventurilor.  Până atunci, Herge avea obiceiul de a da albumelor sale numărul de pagini necesare dezvoltării scenariilor, producând câte 2 planșe cu 6 casete fiecare, poziționate pe 2 coloane și 3 rânduri. Încetul cu încetul, locul rezervat aventurilor se reduce, limitându-se la o bandă simplă a câte 4-5 casete.
Pe 5 februarie 1942, editura Casterman încearcă să îl convingă pe Herge să treacă la desenul în culori, profitând de mașinile offset pe care le deținea tipografia. Dar acest lucru însemna desenarea unor planșe mai mici și adoptarea unei mărimi de 62 de pagini per album. Motiv: un album este constituit din 4 cărți a câte 16 pagini, sau 64 (62 + pagina de titlu + verso). Hergé își extinde echipa (primele zece albume au fost proiectate de el însuși și soția sa) care, în cele din urmă, devine un studio.
Adoptarea policromiei îi permite lui Herge să dea o mai mare anvergură operei sale. Modul în care el utilizează culoarea este mult mai subtil decât cel practicat de americani, cu valori mai bine redate prin imprimare, permițând utilizarea cvadricromiei (combinație de 4 culori) și, astfel, o abordare cinematografică a luminii și a umbrelor.
Hergé și studioul lui se folosesc de imagini pentru a umple jumătățile de pagini sau pur și simplu pentru a detalia și a scoate în evidență o scenă. Utilizarea culorilor scoate în relief detalii importante. Hergé insistă asupra acestui punct afirmând: Eu îmi consider povestirile ca și cum ar fi filme. Prin urmare, nu fac narațiune, nu fac descriere. Singurul lucru important l-am redat in imagini.
Viața personală a lui Hergé a influențat de asemenea seria de benzi desenate, de exemplu  Tintin en Tibet este puternic marcat de starea lui depresivă. Coșmarurile lui, despre care ar fi afirmat că erau ceva complet alb, își găsesc un ecou în peisajele înzăpezite din album. Intriga este bazata pe cercetările făcute de Tintin pentru a-l regăsi pe Tchang, întâlnit anterior în Le Lotus bleu. Acest episod nu aduce în scena niciun bandit iar Herge, care se abține de la orice judecată de valoare, refuză să-l califice pe Omul Zăpezii (Yeti) ca abominabil.
Aventurile lui Tintin s-au încheiat prematur, odată cu moartea lui Herge pe 3 martie 1983. A 24-a aventură, Tintin et l’Alph-Art, a rămas neterminată. În acest album, Tintin evoluează în lumea artei moderne iar povestirea se termină cu o scenă în care Tintin riscă să fie omorât, închis într-un cub de plexiglas și expus ca operă de artă.

## Ansamblul lucrărilor

### Seria „clasică”
Primele 9 albume au fost publicate inițial în alb și negru. Herge a făcut ulterior o versiune în culori a tuturor acestora (pe care le-a redesenat și al căror scenariu l-a modificat), cu excepția albumului Tintin au pays des Soviets; L'Île Noire s-a bucurat chiar de o a treia revizuire. Deși au fost publicate inițial în culori, albumele L'Étoile mystérieuse și Tintin au pays de l'or noir au fost de asemenea supuse unei revizuiri, mai neutră din punct de vedere politic: publicată în  timpul celui de-al Doilea Război Mondial, prima versiune a volumului L'Étoile mystérieuse a putut fi interpretată ca o operă de propagandă în favoarea Axei Roma-Berlin, în timp ce volumul Tintin au pays de l'or noir’ făcea explicit referință la conflictul israelo-palestinian.
Datele pe care le vom indica în continuare sunt ale primei ediții a albumului. Primele 3 albume au fost publicate în edițiile ziarului Le Petit Vingtième, Bruxelles, iar celelalte la Casterman, Tournai. Toate desenele și scenariile au fost realizate de Hergé. La niște albume a colaborat cu Edgar P. Jacobs.
1. Tintin au pays des Soviets, septembrie 1930 (Tintin în Țara Sovietelor)
2. Tintin au Congo, iulie 1931 (Tintin în Congo)
3. Tintin en Amérique, noiembrie 1932 (Tintin în America)
4. Les Cigares du Pharaon, octombrie 1934 (Țigările faraonului)
5. Le Lotus bleu, septembrie 1936 (Lotusul albastru)
6. L'Oreille cassée, noiembrie 1937 (Urechea ruptă)
7. L'Île Noire, noiembrie 1939 (Insula neagră)
8. Le Sceptre d'Ottokar, 1939 (Sceptrul lui Ottokar)
9. Le Crabe aux pinces d'or, noiembrie 1941 (Crabul cu cleștii de aur)
10. L'Étoile mystérieuse, decembrie 1941 (Steaua misterioasă)
11. Le Secret de La Licorne, octombrie 1943 (Secretul Licornului)
12. Le Trésor de Rackham le Rouge, noiembrie 1944 (Comoara lui Rackham cel Roșu)
13. Les Sept Boules de cristal, septembrie 1948 (Cele 7 globuri de cristal)
14. Le Temple du Soleil, septembrie 1949 (Templul soarelui)
15. Tintin au pays de l'or noir, decembrie 1950 (Tintin in țările aurului negru)
16. Objectif Lune, septembrie 1953 (Obiectiv Luna)
17. On a marché sur la Lune, august 1954 (Am pășit pe Lună)
18. L'Affaire Tournesol, octombrie 1956 (Afacerea Turnesol)
19. Coke en stock, iulie 1958 (Stock de Kocs)
20. Tintin au Tibet, ianuarie 1960 (Tintin în Tibet)
21. Les Bijoux de la Castafiore, ianuarie 1963 (Bijuteriile Castafiorei)
22. Vol 714 pour Sydney, ianuarie 1968 (Zborul 714 spre Sydney)
23. Tintin et les Picaros, ianuarie 1976 (Tintin și Los Picaros)
24. Tintin et l'Alph-Ar, octombrie 1986 (Tintin și Arta-Alfa)

Dintre aceste 24 de albume, numai Tintin et l’Alph-Art nu a fost finalizat de către autor. Prin urmare nu este considerat un album pe deplin terminat. Până în 2016 au fost traduse 20 de albume în limba română.

### Proiecte neterminate și niciodată editate
La Piste indienne (1958) – proiect neterminat în care Hergé voia să trateze problema indienilor americani cu elemente mult mai serioase decât cele din Tintin en Amérique.
Nestor et la justice (1958) – proiect de aventură în care Nestor este acuzat de crimă.
Les Pilules (1960) – lipsit de inspirație, Hergé îi cere lui Greg să îi scrie un scenariu. Acesta a fost într-un final abandonat, Hergé preferând libertatea de a-și crea singur poveștile.
Tintin et le Thermozéro (1960) – continuare, tot în colaborare cu Greg, a proiectului  Pilules, reia intriga acestuia. Este de asemenea abandonat din aceleași motive. Mai puțin de o duzină de planșe  au fost desenate în creion.
Între 1967 și 1975, cu ocazia cocktailului de lansare a albumului Vol 714 pour Sydney în Franța, în localul parizian Qantas al companiei aeriene australiene, Jacques Bergier îi propune lui Hergé să reia subiectul. Într-o zi vom afla că Tournesol l-a înlocuit pe Einstein la Univestitatea din Princeton, și că are o catedră de semiologie, știința științelor, știința expresiei. Eu l-aș prezenta pe profesorul Tournesol aducându-i omagiul meu, iar acest lucru ar putea fi punctul de plecare al unor noi aventuri în căutarea științei absolute.
Un jour d'hiver, dans un aéroport (1976 - 1980 — dată exactă nu a fost stabilită) - proiectul unei aventuri care se desfășoară în totalitate într-un aeroport, frecventat de un număr mare de personaje pitorești. Potrivit lectura poate începe de la oricare  pagină a albumului și se termină 61 de pagini mai târziu. Proiectul este abandonat în favoarea albumului l'Alph-art.